# المعهد الهندي للتكنولوجيا في دهارواد
المعهد الهندي للتكنولوجيا في دهارواد ( يعرف اختصارات بIIT Dharwad ) هو معهد مستقل للهندسة والتكنولوجيا في دهارواد في كارناتاكا. بدأ المعهد العمل من يوليو 2016 في حرم مؤقت كان سابقا سابقًا لمعهد إدارة المياه والأراضي (WALMI) في قرية يبلوور Belur، على مشارف مدينة دهارواد. تم افتتاحه رسمياً في 28 أغسطس 2016. للعام الدراسي 2016-2017 ، قدم المعهد دورات B.Tech في ثلاثة فروع هي : الهندسة الكهربائية وعلوم الحاسوب والهندسة الميكانيكية .
كجزء من خطة التوجيه، المعهد الهندي للتكنلوجيا في موبمباي هو معهد التوجيه ل للمعهد الحديث حيث أنشأت وزارة تنمية الموارد البشرية خلية رصد إدارة المعاهد التكنولوجية الهنديب في معهد بومباي. وتم تعيين أعضاء اللجنة كمسؤولين في مهمة خاصة للإشراف على عملية إنشاء المعهد.

## التاريخ
نقل وزير تنمية الموارد البشرية الراحل SR Bommai الاقتراح إلى الحكومة الهنديبة المركزية الذي يسعى للحصول على اذن تأسيس المعهد في دهاربور في التسعينات. في عام 1998، توجهت لجنة من من منظمة البحوق الفضائية الهندسية ISRO رئيس مجلس الإدارة وعالم الفضاء أودوبي راماشاندرا راو قدمت تقريرها التوصية على معهد التكنولوحيا الهندي في في Hubballi - Dharwad . في ميزانية الاتحاد لعام 2015-16 ، تم تسليمه IIT لولاية كارناتاكا واقترحت حكومة الولاية ثلاثة مواقع. كانت المدن المختصرة في القائمة هي: دارواد، ميسور ، ورايشور .
اختارت اللجنة رفيعة المستوى التي عينتها وزارة تنمية الموارد البشرية مدينة دهارواد، بعد زيارة المدن. بذل العديد من القادة من جميع الأحزاب السياسية، بالإضافة إلى عدد قليل من المواطنين البارزين، بما في ذلك بعض الهنود غير المقيمين السابقين من المنطقة الكثير من الجهد لإيصال هذا المعهد المرموق إلى مدينة دهارواد، حيث كان هناك الكثير من المنافسة.

## الحرم الجامعي والموقع
عمل المعهد في البداية خارج حرم معهد إدارة المياه والأراضي (WALMI) في المنطقة بالقرب من محكمة كارناتاكا العليا. وهو بناء دائم في قرية Chikkamaligawad.
تم تحديد حوالي 500 فدان تابعة لـ KIADB بالقرب من Mummigatti على Pune - Bangalore National Highway قبالة دهارواد لحرم المعهد الجديد، ولكن تم إلغاء هذه الصفقة بسبب المصاعب القانونية.
قرر مجلس الوزراء تخصيص 470 فدانًا من الأرض في قرية كيلاجيري الملاصقة للمنطقة الصناعية ماميجاهتي في منطقة دهارواد. حيث تقع قلعة كيتور التاريخية على بعد 20 كيلومترًا من الحرم الجامعي. تضم المدينة أيضًا مؤسسات تعليمية مثل جامعة كارناتاكا، كلية كارناتاك للعلوم، كلية الفنون والتجارة، جامعة العلوم الزراعية، SDMCET وجامعة ولاية كارناتاكا للقانون.
يوجد مطار في طريق جوكول ، هابالي، المدينة التوأم دهارواد. المطار لديه خدمات جوية تربط أحمد آباد ، بنغالورو ، تشيناي ، هندون دلهي، غوا ، حيدر أباد ، كانور ، كوتشي ، مومباي وتيروباتي . ويوجد هناك محطة للسكك الحديدية في المنقطة تمر عبرها القطارات من بينجالورو إلى غوا.هوبالي، وهي تقاطع السكك الحديدية الرئيسي الذي لديه اتصالات القطار إلى Kochuveli ، بنغالورو ، مومباي ، حيدر أباد ، فاراناسي ، حوراء ، تشيناي ، حضرة نظام الدين، كولهابور ، سولابور ، فيجاياوادا و فاسكو غيرها. أيضا مدينة هوبالي هي المقر الرئيسي لمنطقة السكك الحديدية الجنوبية الغربية للسكك الحديدية الهندية.

## الأنشطة الثقافية وغير الأكاديمية
توفر المدينة التوأم هابالي-دهاراد فرصًا للاستمتاع بالموسيقى الكلاسيكية ( ساواي غاندهارفا، ماليكارجون منصور، غانغباي هانغال وبهيمسن جوشي من هذه المنطقة)، والفنون الجميلة والمسرح (الدراما). والمدينة هي موطن لكثير من الشخصيات الأدبية مثل غيريش كرنا، DR Bendre ، فيناياكا كريشنا غوكاك - كل جائزة Jnanpith الفائزين. . يوجد في المدينتين التوأمتين هبالي ودهارواد العديد من المسارح التي تعرض الأفلام باللغات الكانادا والهندية والإنجليزية. تقع محمية كالي تايجر (حديقة أنشي الوطنية) على بعد 90 كم من دهاربور. يمكن زيارة العديد من السدود (مشاريع الطاقة الكهرومائية) التي تم إنشاؤها عبر نهر كالي داخل منتزه أنشي الوطني (محمية كالي تايجر). تقع مواقع التراث العالمي لليونسكو Pattadakal إلى جانب المواقع التاريخية مثل Badami و Aihole على بعد 150 كيلومترًا من Dharwad .
تستضيف المدينتان التوأم هبالي ودهارواد مصانع تاتا موتورز وكيرلوسكار إلكتريك وإلميكا وغيرها. يحتوي Infosys على حرم جامعي بالقرب من مطار Hubli . تقع العديد من مصانع تصنيع السكر في دهارود وحولها. هناك العديد من الصناعات الصغيرة والمتوسطة الحجم داخل منطقة حبالي - دهاروار. محطة كايغا للطاقة الذرية التي تديرها NPCIL هي 135 كيلومترًا من دهارواد. تقع القاعدة البحرية INS Kadamba التابعة ة للبحرية الهندية في Karwar على بعد 160 كيلومترًا من دهاراد. هناك العديد من صناعات الصلب والهيدروليكا في بلجاوم (بيلاجافي) التي تبعد 75 كيلومترًا عن دارواد برا.

## الإدارات والمراكز والمدارس
يتوفر أربعون مقعدًا في كل من مساقات علوم الكمبيوتر والكهرباء والهندسة الميكانيكية في المعهد. بدأت الفصول الدراسية في 15 يوليو 2016 ، إلى جانب IITs الأخرى في جميع أنحاء البلاد.

## الاكاديمية

### البرامج
يقوم المعهد بتنفيذ برامج تعليمية للحصول على درجات البكالوريوس في التكنولوجيا (B. Tech. ) ، ماجستير العلوم (ماجستير عن طريق البحث) ودكتوراه. في التخصصات التالية:
| الدرجة العلمية                         | تخصص |
| بكالوريوس في التكنولوجيا (BTech)       | علوم وهندسة الحاسوب ، الهندسة الكهربائية ، الهندسة الميكانيكية                                                                                               |
| ماجستير العلوم (ماجستير عن طريق البحث) | علوم وهندسة الحاسوب ، الهندسة الكهربائية ، الهندسة الميكانيكية                                                                                               |
| دكتوراه                                | العلوم الحيوية والهندسة الحيوية والكيمياء وعلوم وهندسة الكمبيوتر والهندسة الكهربائية والعلوم الإنسانية والاجتماعية والرياضيات والهندسة الميكانيكية والفيزياء |

### الترتيب
نظرًا لأن المعهد جديد، لم يتم إدراجه بعد في أي تصنيفات.